# Paluzza
Paluzza (Paluce in friulano, Palutsch in tedesco timavese) è un comune italiano di 1 923 abitanti del Friuli-Venezia Giulia.

## Geografia fisica

### Territorio
Paluzza sorge a 605 m (casa comunale) in Val Bût, di cui costituisce il principale centro, nella regione montana della Carnia, con il territorio del comune che si spinge fino al confine di Stato con l'Austria (Passo di Monte Croce Carnico). Il paese si trova in una conca circondata dai monti Paularo (2.043 m), Cimon di Crasulina (2.104 m) e Creta di Timau (2.218 m) a nord, Coglians (2.780 m) ad ovest, Tersadia (1.959 m) e Arvenis (1.968 m) a sud. Fra le sue valli, i Laghetti di Timau.
Le sue frazioni sono Naunina, Rivo, Cleulis e Timau (loc. Tischlbong), quest'ultima un'isola alloglotta germanica dove si parla un particolare dialetto tedesco.

## Storia

### Simboli
Lo stemma è stato concesso con regio decreto del 20 novembre 1927.
Il gonfalone, concesso con DPR dell'8 novembre 1991, è un drappo troncato di bianco e di azzurro.

## Monumenti e luoghi d'interesse
A Torre Moscarda si trova nella località di "Enfretors" (con il significato di "Tra le torri"): in origine una seconda torre si trovava infatti sul lato opposto del fiume, ma venne demolita nel 1836. Le due torri facevano parte di un'estesa rete di fortificazioni (Castrum Muscardum) costruito alla metà del XIII secolo dal patriarca di Aquileia Gregorio da Montelongo, anche con funzioni doganali. Sul colle si trova anche la chiesa arcipretale di San Daniele e vestigia di fortificazioni romane. Vi si trovano anche fortini risalenti alla Grande Guerra. Presso la torre, restaurata e utilizzata come sede espositiva facente parte del sistema museale della Carnia, si trova un giardino botanico alpino che ospita le piante tipiche della zona.
A Paluzza si trova la caserma intitolata a una donna, la caserma degli alpini Maria Plozner Mentil, dedicata all'eroica portatrice carnica caduta il 15 febbraio 1916. È l'unica caserma dell'Esercito Italiano dedicata a una donna. La caserma venne dismessa nel 2001 e ceduta al Comune che ne demolì una parte pericolante sul lato strada che porta al vicino confine austriaco. Il resto della caserma venne riconvertito a uso sede dei locali Gruppo Alpini, Soccorso Alpino per addestramento unità cinofile, Protezione Civile e una società sportiva.
Nel capoluogo comunale sorge anche la chiesa di Santa Maria, risalente al Novecento. Poco fuori la frazione Timau sorge il Tempio Ossario del SS. Crocifisso, costruito nel 1936 su progetto dell'architetto Greppi.

## Società

### Evoluzione demografica
Abitanti censiti

### Lingue e dialetti
A Paluzza, accanto alla lingua italiana, la popolazione utilizza la lingua friulana. Ai sensi della deliberazione n. 2680 del 3 agosto 2001 della Giunta della Regione autonoma Friuli-Venezia Giulia, il Comune è inserito nell'ambito territoriale di tutela della lingua friulana ai fini della applicazione della legge 482/99, della legge regionale 15/96 e della legge regionale 29/2007. La lingua friulana che si parla a Paluzza rientra fra le varianti appartenenti al friulano carnico. La frazione di Timau è un'isola linguistica germanofona e la popolazione parla un dialetto tedesco di tipo carinziano.

## Geografia antropica

### Frazioni

#### Cleulis
Cleulis è una frazione di circa 400 abitanti, posta a 905 metri s.l.m, alle falde del monde Zoufplan. Paese natale di Amato Matiz detto "Pakai", apprezzato suonatore di fisarmonica, in onore del quale si tiene l'annuale concorso per fisarmonicisti. Nella parte alta del paese da vedere l'antico lavatoio e la chiesa parrocchiale dedicata a sant'Osvaldo Re, in cui troneggia il grande organo e le due grandi tele ai lati dell'abside dedicate alla "partenza dell'emigrante" e alle "portatrici carniche". In contemporanea con le solenni celebrazioni religiose per la festa del santo patrono il 5 agosto, si svolge nei pressi del bar Pakai l'annuale Sagra dei Cjarsons.

#### Englaro
Englaro è una frazione confinante con il comune di Treppo Ligosullo. È suddivisa in Casali Englaro Inferiori e Superiori. Il primo a nascere è Englaro di Sopra, che verrà distrutto da una frana durante l’alluvione del 1692 e ricostruito alla metà del ‘700; il più recente è Englaro di Sotto, che invece, presenta poche abitazioni.
Le prime fonti che ci raccontano di questa frazione sono datate agli inizi del ‘400.
Nella parte superiore, possiamo trovare due “maine” dedicate a Maria (madre di Gesù) e a San Giuseppe.

## Economia

### Artigianato
Per quanto riguarda l'artigianato, Paluzza è rinomata per la produzione di ceramiche e di terrecotte.

## Amministrazione
| Periodo | Periodo   | Primo cittadino | Partito         | Carica  | Note |
| ------- | --------- | --------------- | --------------- | ------- | ---- |
| 1995    | 2004      | Emidio Zanier   | Lista civica    | Sindaco |      |
| 2004    | 2009      | Aulo Maieron    | Centro sinistra | Sindaco |      |
| 2009    | 2014      | Elia Vezzi      | Lista civica    | Sindaco |      |
| 2014    | 2024      | Massimo Mentil  | Lista civica    | Sindaco |      |
| 2024    | In carica | Luca Scrignaro  | Lista civica    | Sindaco |      |

## Sport
Il paese ha dato i natali ai campioni olimpici Manuela e Giorgio Di Centa ed al mezzofondista Venanzio Ortis.